# Öffentlicher Personennahverkehr im Weinviertel

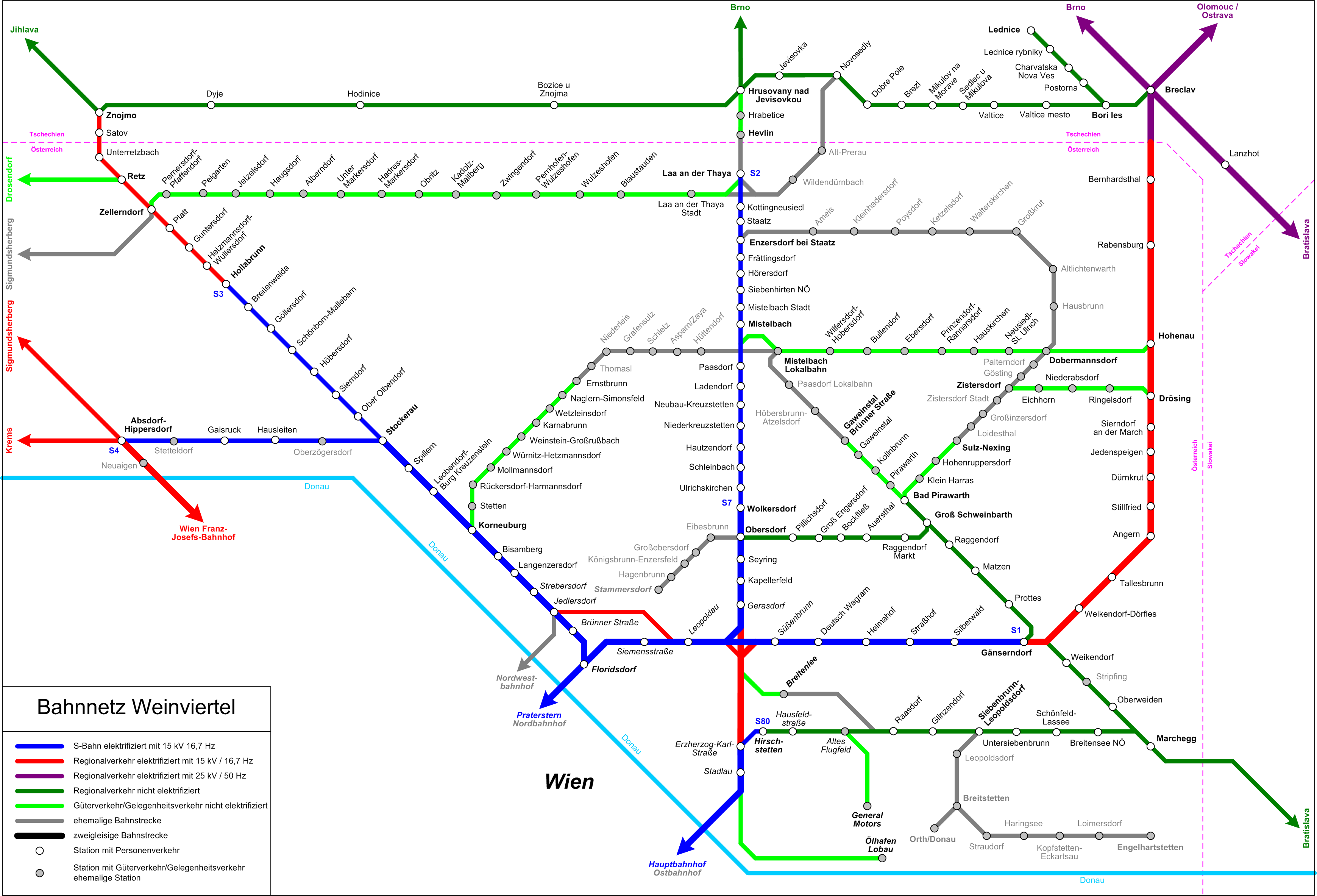
Bahnnetz Weinviertel (Stand 2015)

Der Öffentliche Personennahverkehr im Weinviertel umfasst unter anderem die Nebenbahnen im Weinviertel, auch Lokalbahnen genannt. Diese sind niederrangige Eisenbahnstrecken im Weinviertel, der Nordostregion Niederösterreichs, welche heute zum vollständig (außer für den Draisinen- und Schienentaxiverkehr und gelegentliche Sonderzüge) eingestellt sind.

## Geschichte

### Aufbau des Netzes in der Monarchie

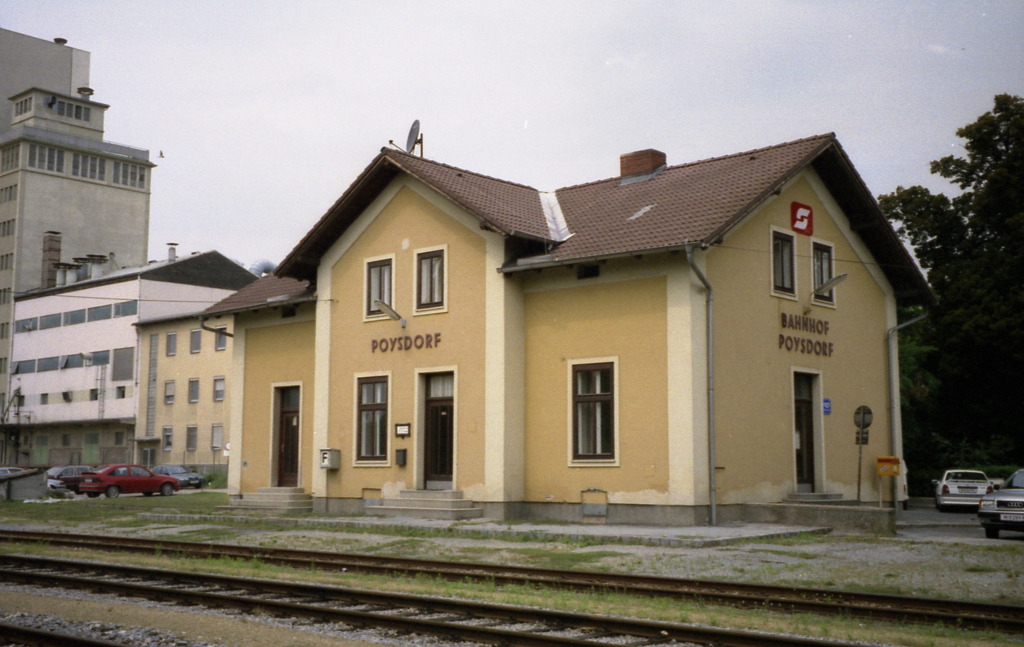
Aufgelassener Bahnhof Poysdorf an der Lokalbahn Enzersdorf–Dobermannsdorf

Schon in den Zeiten der Österreichischen Monarchie wurden im Zentralraum der Residenzstadt Wien Richtung Norden und Nordosten vier Hauptbahnen erstellt: Die Nordbahn Wien Nordbahnhof–Lundenburg (Břeclav)–Krakau Richtung Galizien 1836/37, die Nordwestbahn Wien Nordwestbahnhof–Retz–Znaim nach Böhmen 1838, und die Ostbahn mit Ostlinie Wien Südbahnhof–Pressburg–Budapest über Marchegg nach Ungarn ab 1850 und Nordlinie Wien Ostbahnhof–Brünn–Prag–Tetschen-Bodenbach über Mähren nach Schlesien und Preußen in den 1870ern.
Nach 1885 wurden im Weinviertel zahlreiche Lokalbahn genannte Nebenbahnen errichtet; das Kronland Niederösterreich hatte ein eigenes Lokalbahngesetz. Bis 1915 entstand eines der dichtesten Nebenstreckennetze der heutigen österreichischen Länder. Die erste Strecke war die Stammersdorfer Lokalbahn, welche am 26. April 1903 zwischen Stammersdorf und Auersthal in Betrieb ging. Alle Bahnstrecken wurden in Normalspur errichtet. Mit der Eröffnung der Bahnstrecke von Siebenbrunn-Leopoldsdorf nach Engelhartstetten und Orth an der Donau am 30. Juni 1909 war das Netz der Weinviertler Nebenbahnen komplett.

### Zweite Republik

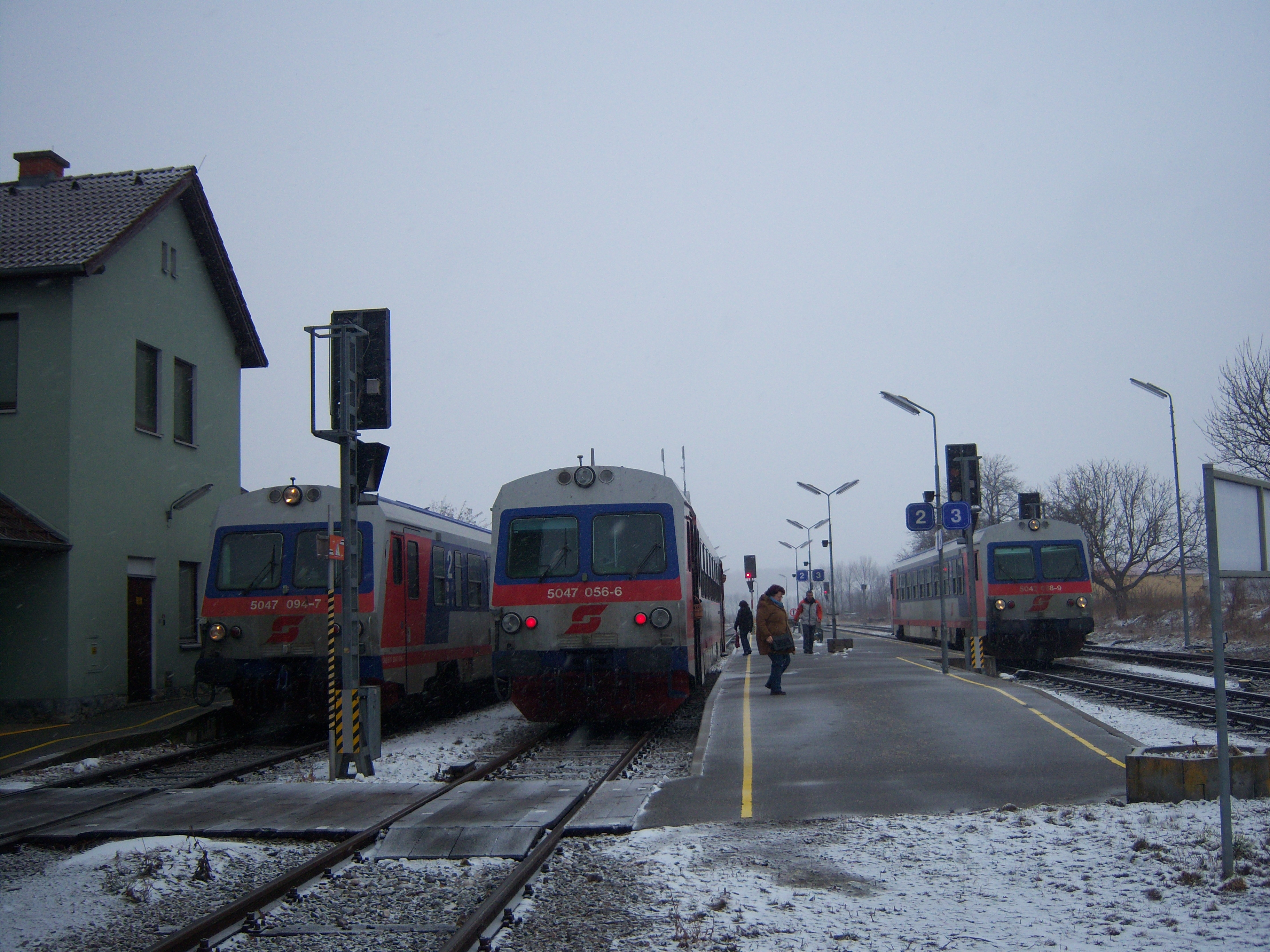
Die Regionalzüge der Weinviertel-Landesbahn nach Obersdorf (1), Sulz Museumsdorf (2) und Gänserndorf (3) kreuzen sich im Bahnhof Groß Schweinbarth. Heute findet hier kein Zugbetrieb mehr statt.

Nach dem Ersten, und noch mehr nach dem Zweiten Weltkrieg wurde das Weinviertel vom zentraleuropäischen Transitraum zu einer vom Eisernen Vorhang abgeriegelten „Sackgasse“. Die Bahnen gingen vorerst durchwegs auf die Niederösterreichischen Landesbahnen und 1922, nach deren Auflösung auf die Bundesbahnen Österreichs über. Obwohl das Weinviertel zu einem Großteil Pendlereinzugsgebiet der Metropolregion Wien ist, wurde der Personenverkehr auf fast allen Nebenbahnen im Weinviertel mit Fahrplanwechsel 1988 eingestellt, teilweise auch der Güterverkehr. Diese Strecken sind heute großteils gänzlich abgetragen und z. T. in Radwege verwandelt worden. Auf einigen Strecken wird noch Güterverkehr abgewickelt.
Selbst nach dem Ende des Ostblocks, der landesorientierten Nahverkehrsmilliarde des Jahres 1976, und sogar der Wiederaufnahme der Grenzverkehrsströme und dem kommenden EU-Beitritt Tschechiens und der Slowakei 2004 wurde der Rückbau des Netzes fortgesetzt – entgegen den Protesten der Regionalpolitik. Letztendlich schien sich aber die Idee eines Buskonzeptes anstatt der Lokalbahnen (aufgrund von Förderungen des Landes Niederösterreich) letztendlich durchgesetzt zu haben.
Die beiden einzig noch in Betrieb befindlichen Lokalbahnen sind die mittlerweile elektrifizierten Strecken der Lokalbahn Absdorf–Stockerau (Verbindung Nordbahn–Franz-Josefs-Bahn) und der Lokalbahn Gänserndorf–Marchegg (Verbindung Nordbahn–Ostbahn), auf den Strecken Drösing–Zistersdorf, Korneuburg–Ernstbrunn und Retz–Drosendorf findet noch (sporadisch) Güterverkehr statt. Die ehemalige Weinviertel-Landesbahn, bestehend aus Strecken der ehemaligen Stammersdorfer Lokalbahn und Lokalbahn Gänserndorf–Mistelbach wurde allerdings im Dezember 2019 stillgelegt.

### Aktuelle Verkehrskonzepte
Das Weinviertel ist heute eine der NUTS-3-Zielregionen Österreichs. Das Netz der Verkehrsanbindung an den Zentralraum Wien, der innerhalb des Verkehrsverbund Ost-Region (VOR) organisiert ist, ist stark radial ausgerichtet, tangential aber ausgedünnt. Das Weinviertel ist noch immer primär Pendlereinzugsgebiet Wiens. Durch den Ausbau des Wiener Außenautobahnrings (Regionenring) und der angeschlossenen Nord-Autobahn A 5 (Brünn) und Marchfeld-Schnellstraße S 8 (Bratislava) ist zu erwarten, dass der Pendlerverkehr noch deutlicher vom ÖPNV auf den Individualverkehrsektor umgelagert wird.
Zum anderen versucht sich das Weinviertel, ausgehend von der Medienpräsenz der Hainburger Auen und dem erfolgreichen grenzübergreifenden Nationalpark Thayatal-Podyjí, als Tourismusdestination zu etablieren, wobei hier durch die nicht vorhandene massentouristische Erschließung die Chancen primär am Sektor Sanfter Tourismus gesehen werden. Ein weiterer regionalentwicklerischer Ansatz beruht auf dem Erfolg der ökologischen Landwirtschaft in Österreich, womit sich das agrarisch geprägte Weinviertel noch intensiver als hochqualitativer Nahversorger des Raumes Wien etablieren könnte. Für beide Konzepte ist die fehlende öffentliche Nahverkehrsstruktur ein Hindernis.
Lokale Initiativen fordern eine Neuorientierung der Verkehrskonzepte für das Weinviertel insbesondere unter Wiederbelebung der Nebenbahnen, und es bestehen Absichtserklärungen der Niederösterreichischen Raumplanung, darauf einzugehen. Angedacht wurde auch seitens der Wiener Lokalbahnen, den seit 1945 stillgelegten grenzüberschreitenden Verkehr der Pressburger Bahn wieder zu reaktivieren.

### Museumsbahnen
Von Retz hinauf ins Waldviertel fährt der Reblaus-Express auf der Strecke der Lokalbahn Retz–Drosendorf.
Auf der Lokalbahn Korneuburg–Ernstbrunn verkehrt an Wochenenden der Nostalgieexpress Leiser Berge, von Ernstbrunn nach Asparn an der Zaya kann man mit Fahrraddraisinen auf der landschaftlich reizvollen Strecke über die Leiser Berge fahren. Auf der Teilstrecke zwischen Asparn und Mistelbach verkehrt das Zayataler Schienentaxi mit ehemaligen ÖBB-Motorwagen. Die Landesbahn Mistelbach–Hohenau wurde mittlerweile vom Verein Neue Landesbahn und einigen Anliegergemeinden gekauft und soll wieder als Museumsbahn bzw. für den Güterverkehr betrieben werden.
Auch zwischen Bad Pirawarth und Sulz-Nexing, einer Teilstrecke der Stammersdorfer Lokalbahn, gibt es mittlerweile Bestrebungen, wieder einen touristischen Museumsbetrieb aufzunehmen.

## Übersicht über die Nebenstrecken des Weinviertels
| Name                                     | Verlauf                                                                                        | Bemerkung |
| ---------------------------------------- | ---------------------------------------------------------------------------------------------- | --- |
| Stammersdorfer Lokalbahn                 | Stammersdorf–Obersdorf–Groß-Schweinbarth– Bad Pirawarth–Sulz-Nexing–Zistersdorf–Dobermannsdorf | Stammersdorf–Obersdorf: abgetragen Obersdorf–Bad Pirawarth: in Betrieb bis Dezember 2019 Bad Pirawarth–Sulz-Nexing: Nostalgiebetrieb Bad Pirawarth–Dobermannsdorf: gesperrt |
| Lokalbahn Drösing–Zistersdorf            | Drösing–Zistersdorf                                                                            | nur Güterverkehr |
| Lokalbahn Gänserndorf–Mistelbach         | Gänserndorf–Groß Schweinbarth–Bad Pirawarth–Gaweinstal–Mistelbach                              | Gänserndorf–Bad Pirawarth: in Betrieb bis Dezember 2019 Bad Pirawarth–Paasdorf: abgetragen Paasdorf–Mistelbach Lb: gelegentlicher Güterverkehr                              |
| Lokalbahn Korneuburg–Hohenau             | Korneuburg–Ernstbrunn–Mistelbach Lokalbahn–Dobermannsdorf–Hohenau                              | Korneuburg–Ernstbrunn: Güterverkehr, Erlebniszug Leiser Berge Ernstbrunn–Mistelbach Lb: gesperrt 1 Mistelbach Lb–Hohenau: nur Güterverkehr                                  |
| Lokalbahn Absdorf–Stockerau              | Absdorf-Hippersdorf–Stockerau                                                                  | in Betrieb |
| Lokalbahn Enzersdorf bei Staatz–Poysdorf | Enzersdorf bei Staatz–Poysdorf                                                                 | abgetragen |
| Dobermannsdorf–Poysdorf                  | Dobermannsdorf–Poysdorf                                                                        | abgetragen |
| Lokalbahn Siebenbrunn–Engelhartstetten   | Siebenbrunn-Leopoldsdorf–Breitstetten–Engelhartstetten / Orth an der Donau                     | abgetragen |
| Bahnstrecke Gänserndorf–Marchegg         | Gänserndorf–Marchegg                                                                           | in Betrieb |
| Pulkautalbahn 2                          | Novosedly–Laa an der Thaya–Zellerndorf–Sigmundsherberg                                         | Novosedly–Laa an der Thaya: abgetragen Laa an der Thaya–Zellerndorf: nur Güterverkehr Zellerndorf–Sigmundsherberg: gesperrt                                                 |
| Lokalbahn Retz–Drosendorf 2              | Retz–Weitersfeld–Drosendorf                                                                    | Retz–Drosendorf: Reblaus Express |

1 Der Abschnitt Ernstbrunn–Mistelbach wird derzeit als Touristenbahn genutzt und mit Eisenbahn-Draisinen befahren.

2 Teile der Strecke liegen im Waldviertel.